# Sender Regensburg
Der Sender Regensburg auf dem Oberen Wöhrd in Regensburg war eine Einrichtung des Bayerischen Rundfunks zur Verbreitung eines Radioprogramms auf der Mittelwellenfrequenz (Gemeinschaftswelle) 1484 kHz mit
einer Sendeleistung von zwei kW. Später wurde die Leistung auf 1 kW reduziert sowie die Frequenz auf 1602 kHz umgestellt. Der Sender war nur abends und nachts in Betrieb, wenn die Ausblendung des Senders Ismaning nach Nordosten wirksam war. Er verwendete als Sendeantenne einen 50 Meter hohen Sendemast.
Der Sender Regensburg wurde am 15. Oktober 1969 stillgelegt, als die neuen Sender in Ismaning und auf dem Dillberg in Betrieb genommen wurden. Der Sender wurde alsbald abgebaut, an seiner Stelle befindet sich seit 1970 ein Wasserwerk.
Ein zweiter Mittelwellenstandort befand sich auf dem US-Kasernengelände in der Pionierkaserne an der Landshuter Straße / Zeißstraße / Daimlerstraße. Von dort wurde zunächst auf 1304 kHz mit 250 Watt, ab 23. November 1978 auf 1485 kHz mit 300 Watt Leistung gesendet. Die Antenne des Senders dürfte in dieser Form auch einmalig für einen Mittelwellensender gewesen sein: Ein lediglich etwa 20 m langer Draht, der in ca. 20 m Höhe zwischen einem kleineren Gebäude und einem dunkel beplankten Holzturm mit quadratischem Querschnitt aufgehängt war. Die im Verhältnis zur Wellenlänge sehr kurze Antenne strahlte entsprechend steil, so dass selbst mit dieser geringen Leistung das Signal zum Teil in Ortssenderqualität in 350 km Entfernung in Breisach am Rhein aufgenommen werden konnte.
Der Holzturm entsprach von den Abmessungen und vom Aussehen einem Schlauchturm einer Feuerwehr. Der Holzturm stand bei 49° 0′ 23,5″ N, 12° 7′ 24,6″ O und wurde im zwischen Ende 2005 und Sommer 2006 zurückgebaut. Der Sender pausierte zunächst 2001 für einige Monate, ehe er dann zwischen Juli und September 2002 komplett außer Betrieb ging und abgebaut wurde. 
Ein dritter Mittelwellenstandort existierte für kurze Zeit am Fernmeldeturm Regensburg-Ziegetsberg. Hier wurde von Januar bis April 2003 auf 819 kHz mit 5 kW Sendeleistung das Programm von Mega-Radio gesendet. Benutzt wurde ein 50 Meter langer Draht, welcher am Turmschaft des FMT befestigt war. Nach der Insolvenz von Megaradio wurde die Antenne noch im Jahre 2003 abgebaut.